# BBCニュース キャティ&クリスチャン
『BBCニュース キャティ&クリスチャン（BBC News with Katty and Christian）』（旧称『100デイズ（100 Days）』、『100デイズ+（100 Days+）』、『100デイズ Beyond（Beyond 100 Days）』）は、アメリカ合衆国のドナルド・トランプ大統領（当時）の就任からキャティ・ケイがBBCを退職する2021年6月まで、BBCワールドニュースで放映されたニュース・時事 (ニュース形式)番組。キャティ・ケイとクリスチャン・フレイザーがプレゼンターを務め、現在のアメリカの政権、世界政治、イギリスの欧州連合離脱、そして不遜な機知と楽しさのパンチを試みた世界中からのニュースに焦点を当てた。ケイはワシントンD.C.から、フレイザーはロンドンからそれぞれ生放送で出演した。
フレイザーは、ブリュッセルから時折伝え（欧州理事会の会議中に）、2018年米朝首脳会談中に1週間、BBCシンガポール支局のスタジオから伝えた。ケイとフレイザーは、ヘンリー王子とメーガン・マークルの結婚式の間、2018年5月にロンドンとウィンザーから1週間に渡って放送を行った。
当番組枠は現在、BBCニュースチャンネルとBBCワールドニュースで同様の形式に従って、クリスチャン・フレイザーがプレゼンターを務めている。BBCニュースとBBCワールドニュースで月〜木曜日夜21:00（GMT）に放送された前作のように、2022年1月に『コンテキスト・ウィズ・クリスチャン・フレイザー（Context with Christian Fraser）』として完全リニューアルされた。

## 歴史
2017年に『100デイズ（100 Days）』として放送を開始し、アメリカ合衆国大統領（当時）のドナルド・トランプの政権交代から最初の100日間を記録するために毎日放映された。トランプの大統領就任から最初の100日が経過した後、番組は継続され、2017年9月に『フォーカス・オン・アフリカ (テレビ番組)』と『BBC News at Six』直後の月曜日から木曜日の同じ時間枠で『100デイズ Beyond（Beyond 100 Days）』として開始される前は、単に『100デイズ+（100 Days+）』と呼ばれていた。『100デイズ Beyond』は元々、『ワールド・ニュース・トゥデイ』の版だった。
当番組は他のネットワークでも放映され、2018年1月2日にアメリカの公共放送サービス（PBS）で初放送された。2018年9月10日の週に1時間番組『アマンプール&カンパニー』の開始以降、PBSでの当番組の放送が終了した。また、BBC Fourでも放映された。
2019年8月下旬から12月に、ケイは家族と共にセネガルに移住し、最新の本を書いた。ミシェル・フルーリーは、この期間中、ワシントンD.C.からの主要な代理プレゼンターだった。
2020年3月、新型コロナウイルス感染症（COVID-19）の世界的流行により、番組が一時休止されたが、ケイとフレイザーは、木曜日及び金曜日の19:30に、大西洋の両側で何が起こっているかを毎週30分ずつ共同で伝えた。
2020年8月17日、タイトルは無かったものの、番組が復活し、時間枠を21:00（BST）に移動した。
2021年6月24日21:00（BST）に、最終回が放映された。後半では、ジョン・ソペルとロン・クリスティの番組への頻繁な寄稿者が登場し、長年に渡る当番組のハイライトのいくつかをまとめた。
クリスチャン・フレイザーは、同様の形式で単独プレゼンターを担当するようになった。

## 形式
無題の当番組は1時間放送で、当初はイギリス のBBC News Channelで平日19:00（GMT）に放送され、BBCワールドニュースで平日14:00（EST）に放送された。2020年8月、イギリスでは21:00（BST）に、BBCワールドニュースでは16:00（EST）に移動した。
殆どの放送回は、ヘッドラインを読む前に自己紹介し、クリスチャン・フレイザーを紹介したキャティ・ケイによって始まった。
| 「 | こんにちは、ワシントンのキャティ・ケイです。クリスチャン・フレイザーはロンドンにいます。 （Hello, I'm Katty Kay in Washington, Christian Fraser is in London.） | 」 |

インタビューはワシントンD.C.のスタジオとロンドンのスタジオの両方で行われ、ケイとフレイザーはスピーカーを介してお互いのインタビューに貢献した。
番組への定期的な寄稿者には、元アメリカ大統領のジョージ・W・ブッシュの元顧問を務めた共和党の戦略家であるロン・クリスティ、BBC北アメリカ担当編集長兼代行プレゼンターのジョン・ソペル、政治担当記者のラジニ・ヴァイディアナサン（ワシントンD.C.）、アダム・フレミング、イアン・ワトソン（ウェストミンスター）が含まれていた。2019年半ば、ヴァイディアナサンはデリーに移住し、番組を降り、元寄稿者のジョン・ピナールはBBCを退職しタイムズ・ラジオに移籍した。
番組の開始以来、通常、ランダムな動物の話、またはクリスチャンの電気自動車の周りのジョーク等、不遜な機知と楽しさのパンチが試みられた。

## プレゼンター

### プレゼンター（最終回の時点）
| 年             | プレゼンター                            | 担当                                 |
| -------------- | --------------------------------------- | ------------------------------------ |
| 2017年〜2021年 | キャティ・ケイ                          | メインプレゼンター（月曜日〜水曜日） |
| 2017年〜2021年 | クリスチャン・フレイザー                | メインプレゼンター（月曜日〜木曜日） |
| 2017年〜2021年 | ローラ・トレヴェリアン                  | メインプレゼンター（木曜日）         |
| 2017年〜2021年 | ジェーン・オブライエン                  | 代行プレゼンター                     |
| 2017年〜2021年 | ミシェル・フルーリー                    | 代行プレゼンター                     |
| 2017年〜2021年 | ラジニ・ヴァイディアナサン              | 代行プレゼンター                     |
| 2017年〜2021年 | ヌアラ・マクガバン                      | 代行プレゼンター                     |
| 2017年〜2021年 | クライヴ・マイリー                      | 代行プレゼンター                     |
| 2019年〜2021年 | ジェームズ・レイノルズ (ジャーナリスト) | 代行プレゼンター                     |
| 2021年         | デビッド・イーデス                      | 代行プレゼンター                     |

### 元プレゼンター
| 年             | プレゼンター       | 担当             |
| -------------- | ------------------ | ---------------- |
| 2017年〜2020年 | マシュー・プライス | 代行プレゼンター |